# Ask for It
Ask for It es el primer EP de la banda de rock alternativo Hole, lanzado el 8 de septiembre de 1995. Fue el segundo y último lanzamiento de la banda de Caroline Records, siendo el primero su álbum debut Pretty on the Inside (1991). Aunque el EP fue lanzado después del álbum platino, Live Through This de 1994, su contenido fue grabado por una formación anterior de la banda entre 1991 y 1992. El EP consta de tres canciones compuestas por Hole, así como de varias versiones de canciones de Wipers, Beat Happening, The Velvet Underground y The Germs.
Las grabaciones en el EP provienen de diversas presentaciones, incluyendo una sesión con John Peel para BBC, en 19 de noviembre de 1991, una sesión de estudio para un álbum tributo a los Wipers de marzo de 1992 y una actuación en vivo en el Whisky A Go Go en West Hollywood el 11 de febrero de 1992.

## Lista de canciones
| N.º | Título                      | Escritor(es)                                            | Duración |  |
| 1.  | «Over the Edge»             | Greg Sage                                               | 2:47     |  |
| 2.  | «Pale Blue Eyes»            | Lou Reed                                                | 3:56     |  |
| 3.  | «Drown Soda»                | Courtney Love, Eric Erlandson, Jill Emery, Caroline Rue | 3:51     |  |
| 4.  | «Doll Parts»                | Love                                                    | 2:21     |  |
| 5.  | «Violet»                    | Love, Erlandson                                         | 3:36     |  |
| 6.  | «Forming/Hot Chocolate Boy» | Bobby Pyn/Beat Happening                                | 1:32     |  |

- Aunque la canción está listada como «Forming/Hot Chocolate Boy», «Hot Chocolate Boy» es tocada primero y se emerge con «Forming».

## Posicionamiento en listas
Hasta la fecha, el EP ha vendido 150.000 copias en Estados Unidos.
| Estados Unidos | Billboard 200 | 172 |

## Personal
Hole
- Courtney Love – voz, guitarra rítmica
- Eric Erlandson – guitarra
- Jill Emery – bajo
- Caroline Rue – batería

Personal técnico
- Mike Robinson – productor, ingeniero (3—6)
- Chris MacLean – ingeniero
- West West Side Music – masterización

Personal artístico
- Courtney Love – concepto de la portada
- Scott Jones – fotografía de la portada
- Michael Lavine – fotografía
- Tom Bejgrowicz – diseño
- Peter Ciccone – diseño, estructura
- Vincent Li – tipografía